# Warfield (Kentucky)
Warfield – miasto w Stanach Zjednoczonych, w stanie Kentucky, w hrabstwie Martin.